# ABC-Straße (Wismar)

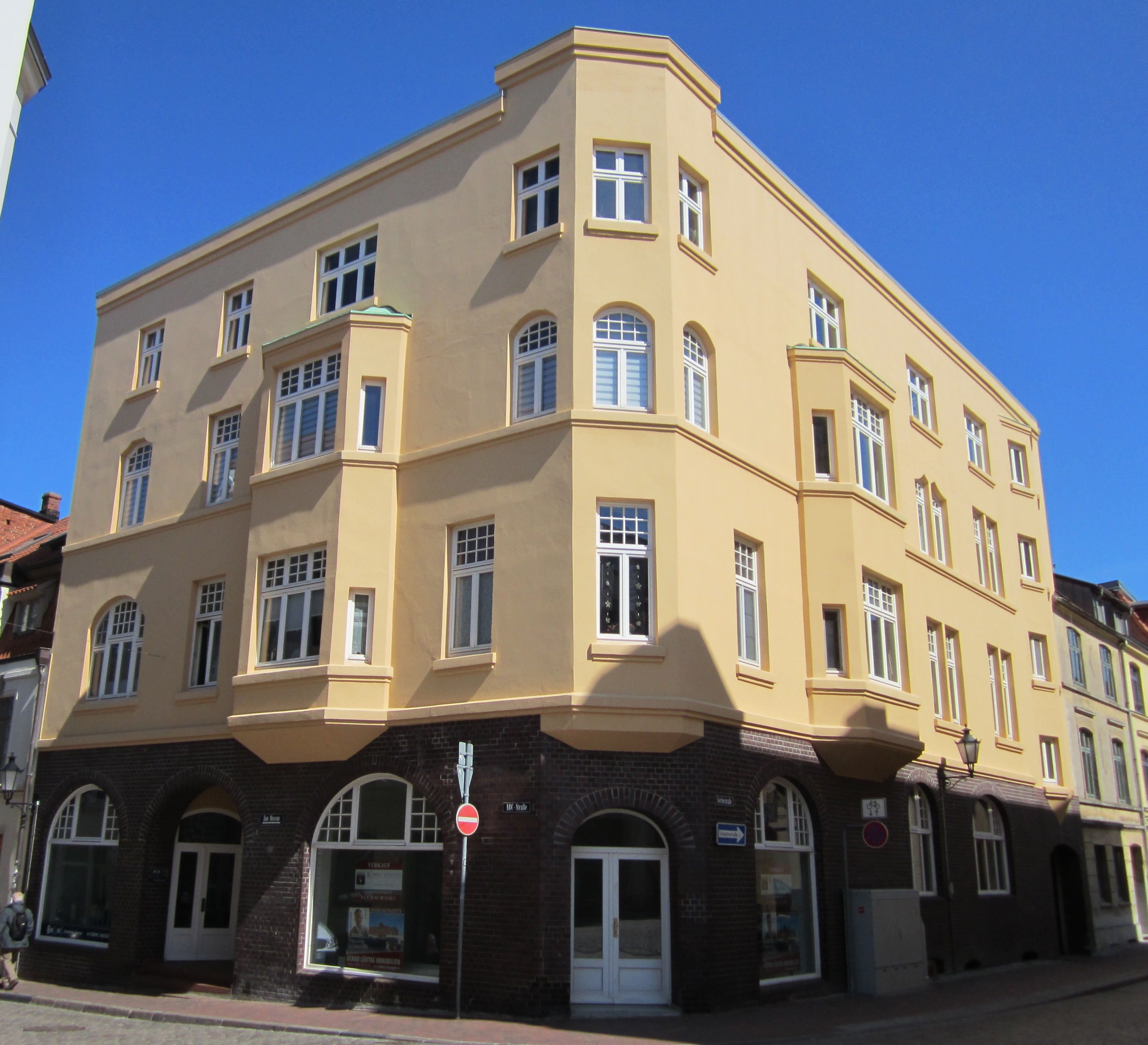
Nr. 1

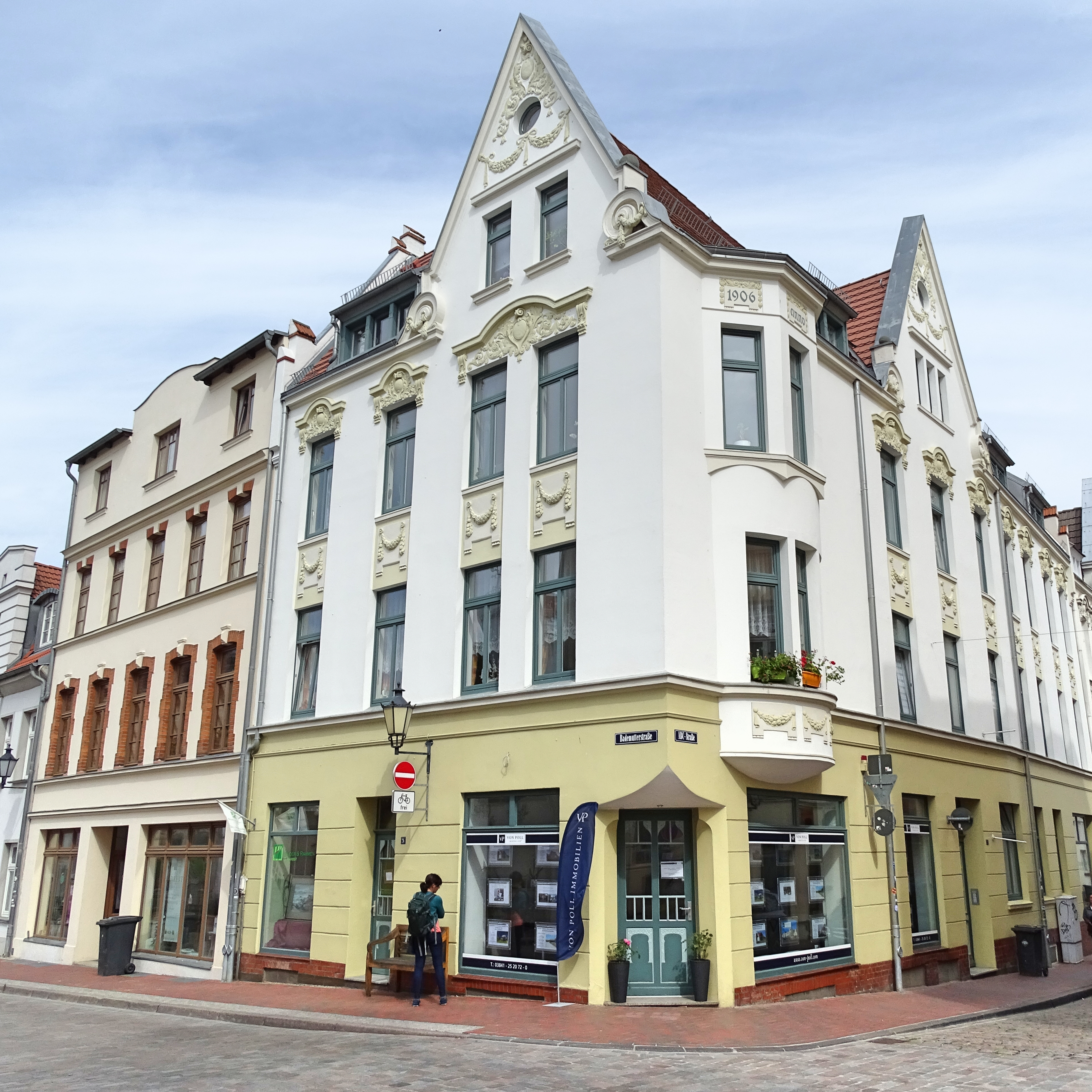
Ecke Bademutterstraße 26

Die historische ABC-Straße in Wismar im  Zentrum der Altstadt, die wie der Alte Hafen unter dem besonderen Schutz der UNESCO steht, nachdem Wismar 2002 in die Welterbeliste aufgenommen wurde.
Sie führt in Süd-Nord-Richtung von der Altböterstraße / Bademutterstraße / Gerberstraße bis zu den Straßen Krönkenhagen / Mühlenstraße / Schweinsbrücke Richtung Nikolaikirche und Bahnhof Wismar.

## Nebenstraßen

Wismar zur Zeit der Hanse

Die Nebenstraßen und Anschlussstraßen wurden benannt als Altböterstraße seit 1470 nach den Flickschustern, die nur alte Botten (= Schuhe) reparieren durften (um 1342 Judenstraße genannt), Bademutterstraße seit 1356 nach den Bademömen (bademomenstrate) als Bezeichnung für Hebammen (davor: Kröpelinsche Straße), Gerberstraße nach dem alten Gewerbe der Lederer bzw. Loh- und Weißgerber, Krönkenhagen um 1410 Krömekenhagen, vielleicht nach dem Wort Krome (= Kran oder Hausaufzug), Mühlenstraße seit 1272 erwähnt nach der seit 1371 städtischen Grubenmühle sowie Schweinsbrücke seit 1400 genannt als boven der zwinebruggen mit heute vier „glücksbringenden“ Bronzeschweinen.

## Geschichte

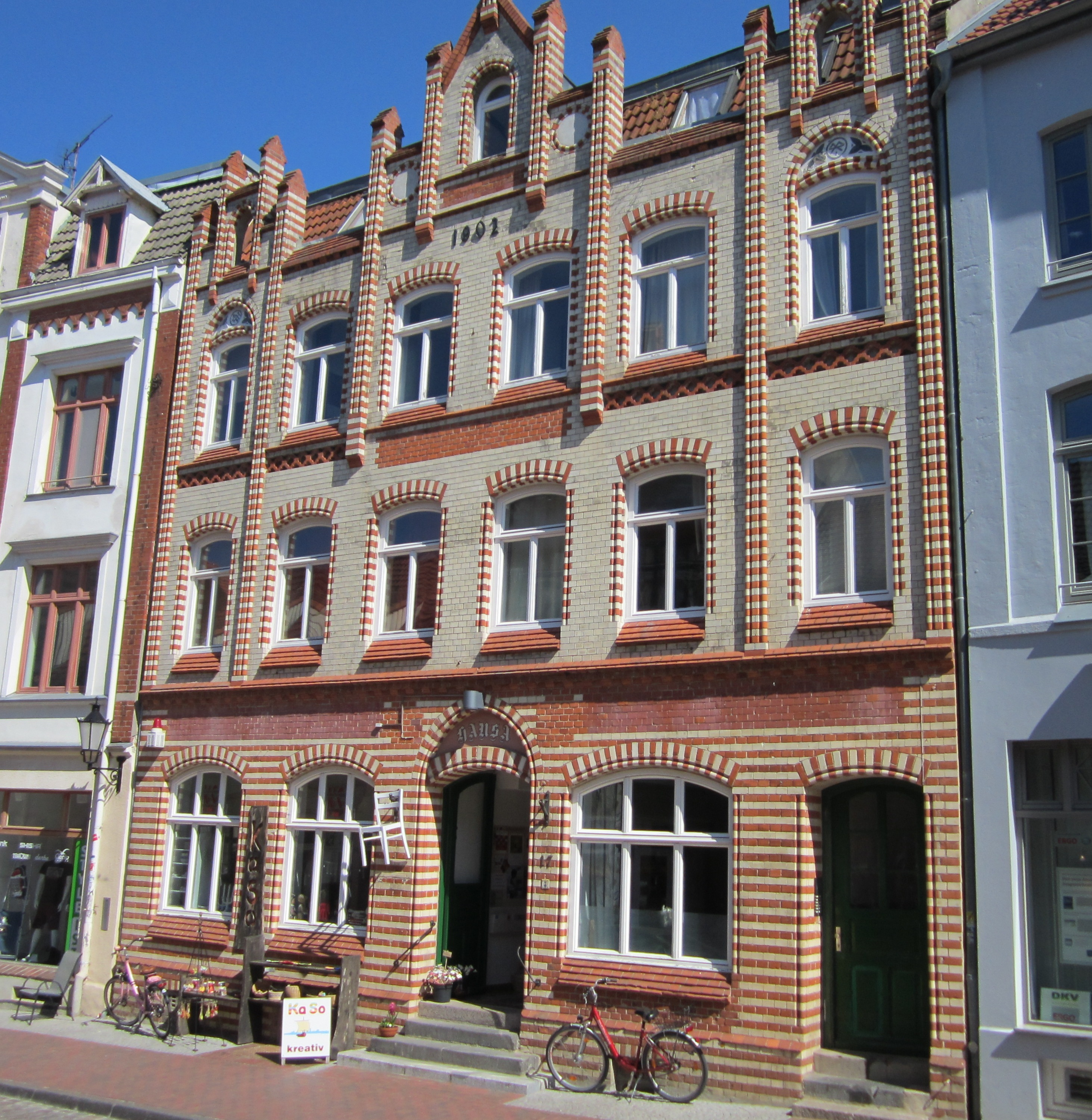
Nr. 17

### Name
Die Straße wurde um 1279 erstmals erwähnt als [platea] apud fratres [minores] oder Straße hinter den Minderbrüdern (Klosterbrüder) oder achter den grauen monken nach dem dahinterliegenden Grauen Kloster. Nach der Reformation errichtete die Stadt hier kleine Mietshäuser, gekennzeichnet mit den Buchstaben von A bis M und bald bürgerte sich der Name ABC-Straße ein.

### Entwicklung

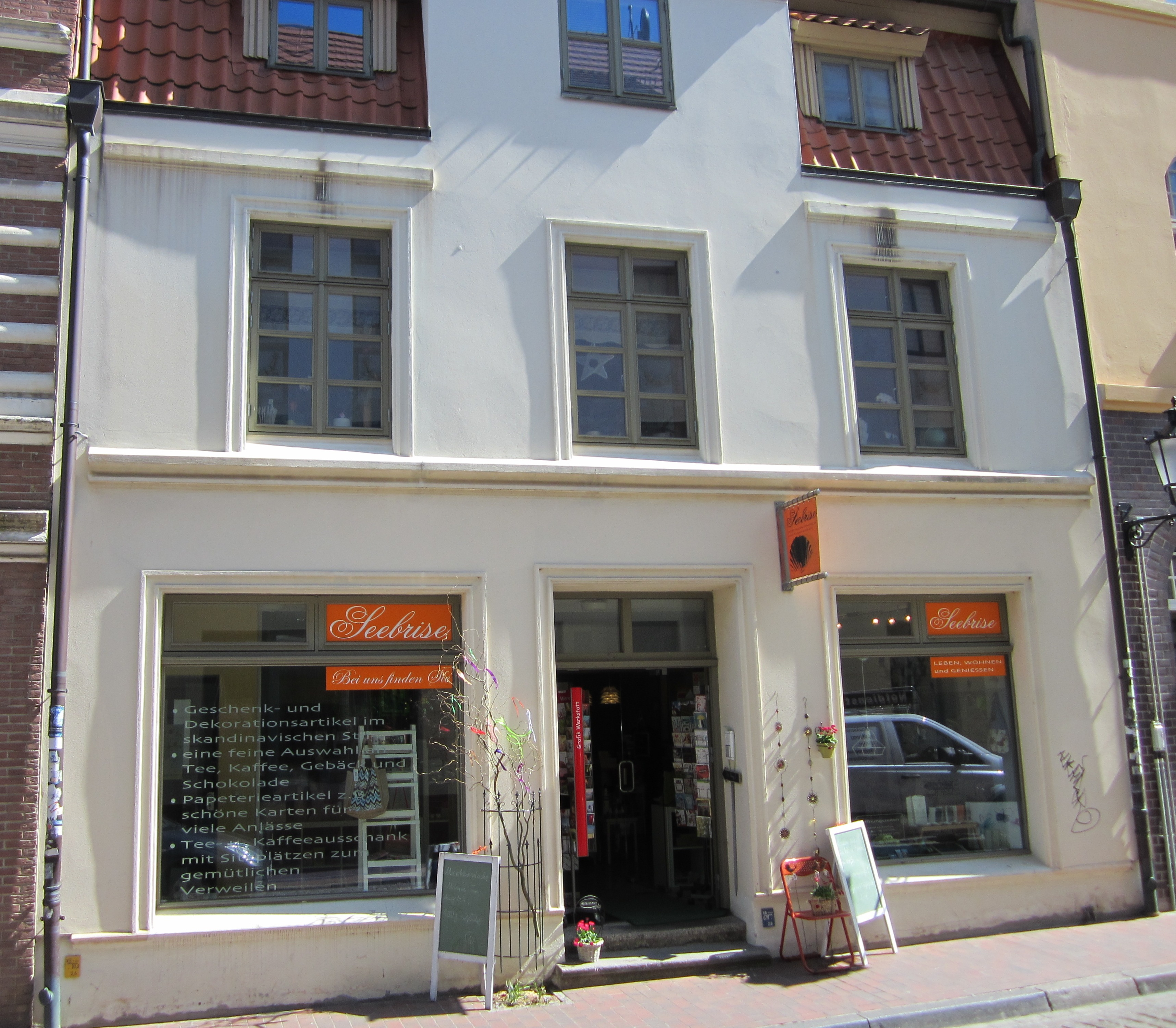
Nr. 1a

Wismar wurde im Mittelalter ein wichtiges Mitglied der Hanse. An der Straße wurden im späten 19. Jahrhundert viele kleine Häuser ersetzt durch neue Gebäude, in denen im Erdgeschoss sich auch Läden ansiedelten. Die Sanierung der Straße fand ab 2012 statt.

## Gebäude (Auswahl)
An der Straße stehen zumeist zwei- bis viergeschossige Wohn- und Geschäftshäuser. Die mit (D) gekennzeichneten Häuser stehen unter Denkmalschutz.
- Bademutterstraße 26: 3-gesch. Wohn- und Geschäftshaus von 1906 mit Jugendstilelementen und zwei Giebelrisaliten
- Nr. 1: 4-gesch. saniertes Wohn- und Geschäftshaus (D) als Eckhaus mit Erkern und 3/8 Eckausbildung
- Nr. 1a: 2-gesch. saniertes Wohn- und Geschäftshaus  (D) mit Zwerchhaus
- Nr. 3+5: 3-gesch. Wohn- und Geschäftshäuser
- Nr. 4: 3-gesch. Wohn- und Geschäftshaus von 1907 mit Zwerchgiebel sowie Stuckelementen, Girlanden, Fensterbekrönungen, Blattwerk und Kartuschen des Jugendstils, 1944 beschädigt, 1994 saniert
- Nr. 6: 3-gesch. Wohn- und Geschäftshaus von um 1910 mit Mansarddach, zeitweise von 2004 bis 2017 im EG Treffpunkt Altstadt, saniert 2019/20[3]
- Nr. 11: 3-gesch. Wohn- und Geschäftshaus
- Nr. 13: 2-gesch. Wohn- und Geschäftshaus
- Nr. 17: 3-gesch. Wohn- und Geschäftshaus Hansa (D) mit verklinkerter und verfliester Fassade, reich dekoriert mit roten und beigen Bändern und Lisenen; Sitz des KaSo Wismar Kunstverein
- Nr. 18: 2-gesch. Wohn- und Geschäftshaus
- Nr. 21: 2-gesch. Wohn- und Geschäftshaus mit dem mykologischen Informationszentrum Der Steinpilz zur Pilzberatung
- Nr. 24: 3-gesch. Wohn- und Geschäftshaus

### Denkmale, Gedenken
- Stolpersteine in Wismar bei Gebäude
  - Nr. 14: Für Bernhard Blass (* 1921), Max Blass (* 1897), Paula Blass (* 1927), Ernst Blass (* 1923) und Jenni Blass; alle 1939 nach England geflohen